# Jogadores Anônimos
Jogadores Anônimos (JA; em inglês: Gamblers Anonymous, GA) é um programa de 12 passos para ludopatas; uma irmandade de homens e mulheres que se reconhecem jogadores compulsivos e que se reúnem em grupos, em uma base diária, com o objetivo de manterem-se abstinentes do jogo e restituírem uma maneira normal de pensar e viver.

## História
A primeira reunião de JA ocorreu em Los Angeles, Califórnia, em 13 de setembro de 1957. No Brasil, JA reuniu-se pela primeira vez em 23 de março de 1993, no Rio de Janeiro.
Para parar de jogar os membros de Jogadores Anônimos põem em prática um Programa de Recuperação originário de Alcoólicos Anônimos - Os Doze Passos de Recuperação - que foram adaptados para JA.
O Jogo Compulsivo (Jogo Patológico) é considerado uma doença pela OMS - Organização Mundial de Saúde que, segundo pesquisas realizadas pelo ANJO - Ambulatório do Jogo Patológico do Hospital da Clínicas de São Paulo, afeta de 1,5 a 3,5% da população.
Estabelecido em vários países por todos continentes do mundo, Jogadores Anônimos, no Brasil, experimentou um grande crescimento devido ao aumento do número de casas de aposta e bingos nas cidades brasileiras. Várias pessoas, atraídas pelas luzes coloridas e os ambientes luxuosos das casas de aposta descobriram-se compulsivas na medida em que seu tempo e o dinheiro eram, cada vez mais, absorvidos pelas máquinas caça-niqueis.
Jogadores Anônimos tem o único propósito primordial de ajudar as pessoas que desejam parar de jogar a consegui-lo. JA não tem nenhuma opinião sobre a liberação do jogo.
Jogadores Anônimos não se associa a nenhuma outra entidade e é sustentada pelos seus próprios membros, a fim de não se desviar seu propósito.

## Os Doze Passos
Os doze passos de recuperação de JA são:
1. Admitimos que éramos impotentes perante o jogo – que nossas vidas haviam se tornado ingovernáveis.
2. Passamos a acreditar que um Poder superior a nós mesmos poderia trazer-nos de volta a um modo normal de pensar e de viver.
3. Tomamos a decisão de entregar nossa vontade e nossas vidas aos cuidados deste Poder de nosso entendimento.
4. Fizemos um minucioso e um destemido inventário moral e financeiro de nós mesmos.
5. Admitimos a nós mesmos e a outro ser humano a natureza exata de nossas falhas.
6. Ficamos inteiramente dispostos a ter estes defeitos de caráter removidos.
7. Humildemente pedimos a Deus (de nosso entendimento) que removesse as nossas imperfeições.
8. Fizemos uma lista de todas as pessoas a quem prejudicamos e nos tornamos dispostos a fazer a reparação a todos pelo mal causado.
9. Reparamos os danos causados diretamente a essas pessoas sempre que possível, exceto quando a reparação implicasse em prejudicá-las ou a outras.
10. Continuamos a fazer um inventario pessoal e quando estávamos errados, prontamente admitimos.
11. Procuramos, através da oração e meditação melhorar nosso contato consciente com Deus como O entendíamos, pedindo somente pelo conhecimento de Sua vontade perante a nós e a capacidade de realizá-la.
12. Tendo feito um esforço para praticar estes princípios em todas as nossas questões, procuramos levar esta mensagem a outros jogadores compulsivos.

## As vinte Perguntas
Para que a pessoa identifique se precisa ou não da ajuda de Jogadores Anônimos deve responder as seguintes perguntas:
1. Você já perdeu horas de trabalho ou da escola devido ao jogo?
2. Alguma vez o jogo já causou infelicidade na sua vida familiar?
3. O jogo afetou a sua reputação?
4. Você já sentiu remorso após jogar?
5. Alguma vez você já jogou para obter dinheiro para pagar dívidas ou então resolver dificuldades financeiras?
6. O jogo causou uma diminuição na sua ambição ou eficiência?
7. Após ter perdido você se sentiu como se necessitasse voltar o mais cedo possível e recuperar as suas perdas?
8. Após um ganho você sentiu uma forte vontade de voltar e ganhar mais?
9. Você geralmente jogava até que seu último centavo acabasse?
10. Você já pediu dinheiro emprestado para financiar seu jogo?
11. Alguma vez você já vendeu alguma coisa para financiar o jogo?
12. Você relutava em usar o “dinheiro de jogo” para as despesas normais?
13. O jogo o tornou descuidado com o seu bem estar e o de sua família?
14. Alguma vez você já jogou por mais tempo do que planejava?
15. Alguma vez você já jogou para fugir das preocupações ou problemas?
16. Alguma vez você já cometeu, ou pensou em cometer um ato ilegal para financiar o jogo?
17. O jogo fez com que você tivesse dificuldades para dormir?
18. As discussões, desapontamentos ou frustrações fizeram com que você tivesse vontade de jogar?
19. Alguma vez você já teve vontade de celebrar alguma boa sorte com algumas horas de jogo?
20. Alguma vez você já pensou em se auto-destruir como resultado de seu jogo?

A maioria dos jogadores compulsivos responderão "sim" a pelo menos sete destas perguntas.